# Піторро
Pitorro — дистильований спирт із Пуерто-Рико, який називають «самогонним ромом». Зазвичай піторро набагато міцніший за комерційний ром. Іноді вміст алкоголю в ньому перевищує 100 проміле. Його часто виготовляють у домашніх умовах, він є частиною традиційних пуерто-риканських свят, а також використовується в коктейлі Кокіто..
Інші терміни: pitrinche або pitriche, cañita (за назвою тонкої мідної трубки аламбіка, в якому він виробляється), lágrima de monte (гірські сльози) і lágrima de mangle («сльози мангрових дерев», оскільки багато винокурів-ремісників очищують свій продукт поблизу прибережних мангрових заростей, щоб приховати його від поліції). Cañita — загальний термін, настільки популярний, що щонайменше два легальних бренди рому використовують цю назву, включаючи сучасний бренд «Cañita Cura'o». Піторро є невіднятною частиною культури Пуерто-Рико, а музичні оди, присвячені йому або його продукції (наприклад, плена «Los Contrabandistas», популяризована пуерто-риканським співаком Даніелем Сантосом) є частиною місцевого фольклору.
Піторро зазвичай набагато міцніший за звичайний ром. Іноді вміст алкоголю в ньому перевищує загальноприйняту позначку 80 або 90 градусів міцності (40 % або 45 % алкоголю в об'ємі). Деякі рейди призвели до конфіскації рому, який містить до 80 % алкоголю на об'єм (160 proof). Рецептів багато, але звичайна практика включає «витримування» дистильованого продукту шляхом закопування глечиків піторро в землю, а також розміщення в них винограду, чорносливу, родзинок, фініків, манго, грейпфрута, ананаса, кокоса та інших фруктів.
Пуерто-Рико відоме своїм легальним виробництвом рому, і оскільки це основна стаття доходів, поліція Пуерто-Рико, а також агенти з місцевого Департаменту де Гасьєнда (Департамент фінансів), як правило, ретельно переслідують виробників самогону, особливо під час різдвяного сезону. Місто Аньяско, Пуерто-Рико, відоме (або сумнозвісне) своїм виробництвом піторро.